# Тюен
Тюен (на френски: Thuin) е град в Югозападна Белгия, окръг Тюен на провинция Ено. Населението му е около 14 600 души (2006).